# JT Tuimoloau
Jaylahn Tuimoloau (Tacoma, 10 maggio 2003) è un giocatore di football americano statunitense che milita nel ruolo di defensive end per gli Indianapolis Colts della National Football League (NFL).

## Carriera universitaria
Tuimolau disputò tutte le partite nella sua prima stagione a Ohio State nel 2021. Chiuse l'annata con 17 tackle e 2,5 sack. Optò anche per giocare a pallacanestro con i Buckeyes, ma alla fine optò per concentrarsi sul football.
Nella gara contro Penn State nel 2022, Tuimolau mise a segno due intercetti, due sack, un fumble forzato, uno recuperato e un touchdown, diventando il primo giocatore della FBS a riuscirvi dal 2000. A fine stagione fu inserito nella formazione ideale della Big Ten Conference, selezione avvenuta anche nei due anni successivi. Nel 2024 vinse il titolo nazionale battendo in finale Notre Dame.

## Carriera professionistica

### Indianapolis Colts
Tuimoloau fu scelto nel corso del secondo giro (45º assoluto) del Draft NFL 2025 dagli Indianapolis Colts.